# Copa de las Naciones UCI sub-23 2019
La Copa de las Naciones UCI sub-23 2019 fue la trigésima edición del calendario ciclístico creado por la Unión Ciclista Internacional para corredores menores de 23 años.
El calendario estuvo compuesto por siete carreras limitada a corredores menores de 23 años (Sub-23).

## Resultados
| Fecha           | País            | Carrera                  | Categoría | Vencedor           | Equipo                 |
| --------------- | --------------- | ------------------------ | --------- | ------------------ | ---------------------- |
| 4-9 de febrero  | Camerún         | Tour de l'Espoir         | 2.Ncup    | Yakob Debesay      | Selección de Eritrea   |
| 31 de marzo     | Bélgica         | Gante-Wevelgem sub-23    | 1.Ncup    | Jonas Rutsch       | Selección de Alemania  |
| 13 de abril     | Bélgica         | Tour de Flandes sub-23   | 1.Ncup    | Andreas Stokbro    | Selección de Dinamarca |
| 4 de mayo       | Francia         | L'Etoile d'Or            | 1.Ncup    | Alexander Konychev | Selección de Italia    |
| 1-2 de junio    | Polonia         | Orlen Nations Grand Prix | 2.Ncup    | Nicolas Prodhomme  | Selección de Francia   |
| 6-9 de junio    | República Checa | Carrera de la Paz sub-23 | 2.Ncup    | Andreas Leknessund | Selección de Noruega   |
| 15-25 de agosto | Francia         | Tour del Porvenir        | 2.Ncup    | Tobias Foss        | Selección de Noruega   |

## Clasificaciones finales
| Pos. | País         | Puntos |
| ---- | ------------ | ------ |
| 1.º  | Noruega      | 90     |
| 2.º  | Italia       | 88     |
| 3.º  | Bélgica      | 88     |
| 4.º  | Dinamarca    | 79     |
| 5.º  | Francia      | 77     |
| 6.º  | Alemania     | 68     |
| 7.º  | Suiza        | 64     |
| 8.º  | Países Bajos | 63     |
| 9.º  | Reino Unido  | 53     |
| 10.º | Ecuador      | 49     |